# Euripus crambis
Euripus crambis är en fjärilsart som beskrevs av Jean Baptiste Boisduval 1887. Euripus crambis ingår i släktet Euripus och familjen praktfjärilar. Inga underarter finns listade i Catalogue of Life.